# 新庄村 (山口県)
新庄村（しんじょうそん）は、山口県玖珂郡にあった村。現在の柳井市新庄にあたる。

## 地理
- 山岳 ： 大平山
- 河川 ： 土穂石川

## 歴史
- 1889年（明治22年）4月1日 - 町村制の施行により、近世以来の新庄村が単独で自治体を形成。
- 1954年（昭和29年）3月31日 - 日積村・柳井町・余田村・伊陸村と合併して柳井市が発足。同日新庄村廃止。

## 交通

### 鉄道路線
村域を日本国有鉄道の山陽本線が通過したが、駅は所在しなかった。